# Osmylus elegantissimus
Osmylus elegantissimus är en insektsart som beskrevs av Igor Kozhanchikov 1951. Osmylus elegantissimus ingår i släktet Osmylus och familjen vattenrovsländor. Inga underarter finns listade i Catalogue of Life.